# Lista de turnês e concertos de G-Dragon

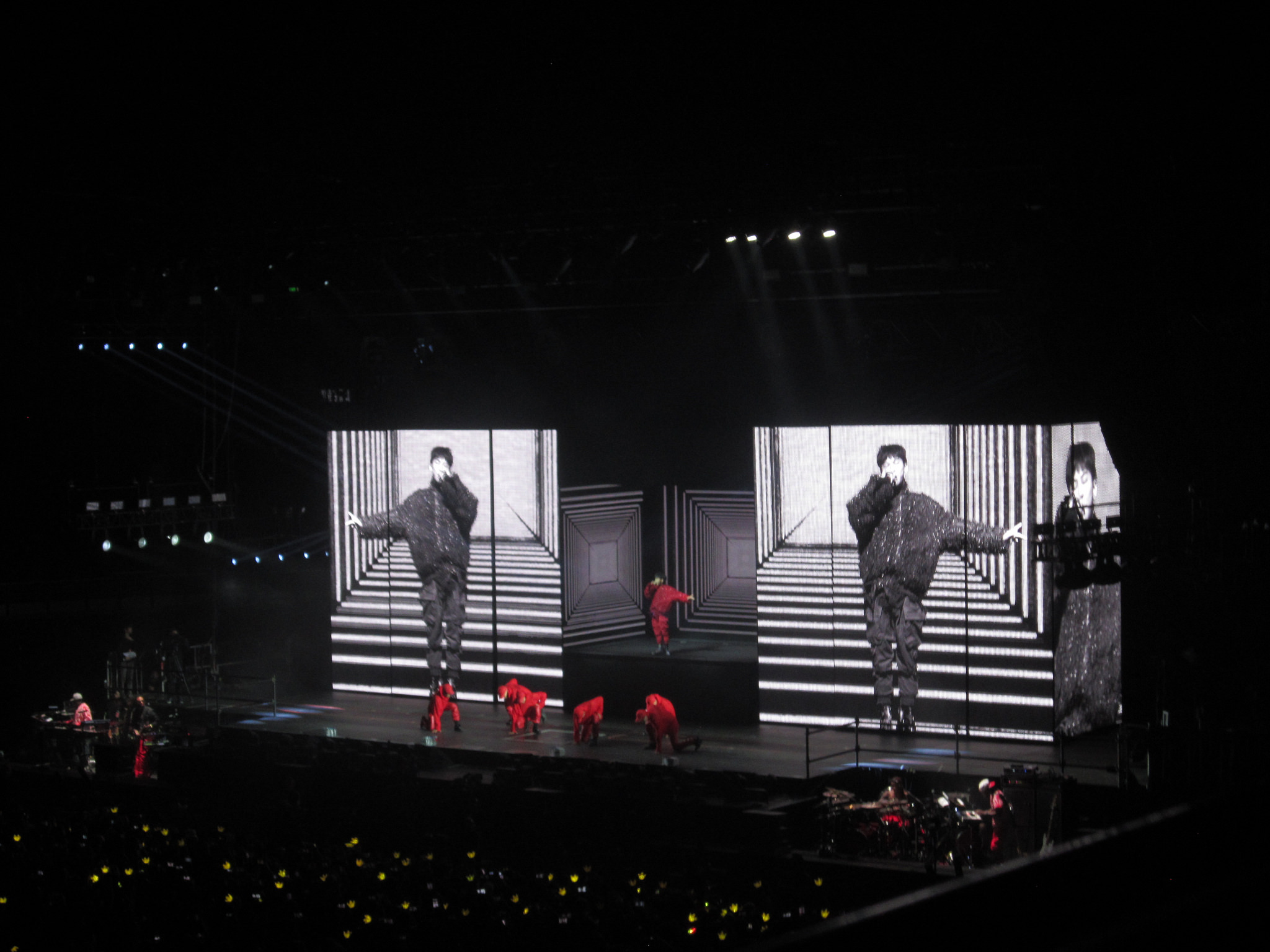
G-Dragon durante a turnê Act III: M.O.T.T.E World Tour, em sua primeira apresentação na Austrália em agosto de 2017.

O cantor e rapper sul-coreano G-Dragon embarcou em três turnês, sendo duas delas mundialmente. O seu primeiro concerto intitulado Shine a Light, que passou apenas em território sul-coreano, foi realizado a fim de se divulgar seu álbum de estreia, Heartbreaker de 2009. Quatro anos depois, G-Dragon embarcou em sua primeira turnê mundial, a One of a Kind World Tour, em apoio a seu primeiro extended play (EP) homônimo lançado em 2012, a turnê visitou o território asiático em vinte e sete datas, tornando-se na ocasião, a maior turnê realizada por um artista solo coreano. 
Em apoio a seu segundo EP Kwon Ji Yong de 2017, G-Dragon embarcou na Act III: M.O.T.T.E World Tour, sua segunda turnê mundial, após quatro anos desde sua última turnê. A mesma visitou além do território asiático, os territórios da América do Norte, Europeu e Oceania e tornou-se a maior turnê realizada por um artista solo coreano.  A mesma destacou-se também por ser a última turnê antes de seu período de alistamento militar obrigatório. 

## Turnês
| Ano | Título                        | Duração                                                     | Número de performances |
| --- | ----------------------------- | ----------------------------------------------------------- | ---------------------- |
| 2009 | Shine a Light                 | 5–6 de dezembro de 2009 (Coreia do Sul)                     | 2                      |
| Shine a Light foi o primeiro concerto solo de G-Dragon, em apoio a seu álbum de estreia Heartbreaker (2009). Ele foi realizado entre os dias 5 e 6 de dezembro de 2009 na Olympic Gymnastics Arena em Seul, Coreia do Sul, para um público de 24,000 mil pessoas em duas apresentações. Em 28 de outubro de 2009, cerca de dez mil ingressos foram vendidos em seu primeiro lote. Um dia depois, a YG Entertainment anunciou que doze mil ingressos colocados a venda haviam sido vendidos em dez minutos. G-Dragon foi o primeiro artista a esgotar seus ingressos na referida arena na segunda metade do ano. O concerto realizado em 6 de dezembro, gerou uma controvérsia após receber queixas de obscenidade e de possuir conteúdo sugestivo. O Ministério da Saúde, Bem-Estar e Assuntos da Família da Coreia do Sul, solicitou mais tarde aos promotores do governo, que investigassem se G-Dragon ou a YG Entertainment, violaram as leis sobre performances obscenas em seu concerto. Ele foi declarado inocente e liberado de todas as acusações em 15 de março de 2010. |                               |                                                             |                        |
| 2013 | One of a Kind World Tour      | 30 de março de 2013 – 1 de setembro de 2013 (Turnê mundial) | 27                     |
| Em apoio a seu primeiro EP One of a Kind (2012), G-Dragon iniciou sua primeira turnê mundial em 30 de março de 2013 em Seul, Coreia do Sul. A turnê teve como parte de sua equipe técnica, profissionais como Travis Payne, Stacy Walker e Michael Cotten, que já haviam trabalhado previamente na turnê This Is It do cantor estadunidense Michael Jackson. Durante a sua duração, G-Dragon recebeu artistas convidados em alguns de seus concertos como os membros de seu grupo BIGBANG, além de 2NE1, Tablo e Lee Hi. A turnê visitou nove países em treze cidades durante o ano de 2013, reunindo um público de 570,000 mil pessoas, tornando-se na ocasião, a maior turnê realizada por um artista solo coreano. |                               |                                                             |                        |
| 2017 | Act III: M.O.T.T.E World Tour | 10 de junho de 2017 – 8 de outubro de 2017 (Turnê mundial)  | 36                     |
| Após dois dias do lançamento de seu segundo EP Kwon Ji Yong (2017), G-Dragon iniciou sua segunda turnê mundial no Seoul World Cup Stadium em Seul, para um público de quarenta mil pessoas, tornando-se o segundo solista coreano a apresentar-se no local. Posteriormente, a turnê visitou mais dezessete países em 36 concertos durante o ano de 2017, incluindo a Europa, onde G-Dragon apresentou-se pela primeira vez como um solista. Em ambos os concertos de abertura e encerramento, houve a participação da cantora IU como convidada. A turnê reuniu um público de 654,000 mil pessoas e teve Willo Perron atuando como seu diretor criativo, o mesmo já havia trabalhado anteriormente com artistas internacionais como Rihanna, Kanye West e Drake. |                               |                                                             |                        |